# The Wave (tour)
Pour les articles homonymes, voir The Wave.
The Wave est un gratte-ciel de logement (condominium) de 111 mètres de hauteur construit dans la ville de Gold Coast dans l'état du Queensland en Australie de 2005 à 2006. Son architecture originale en forme de vague a fait que ce bâtiment a fini à la deuxième place de l'Emporis Skyscraper Award 2006, qui récompense le gratte-ciel le plus remarquable de l'année.
L'architecte est l'agence DBI Design